# ヌードの夜/愛は惜しみなく奪う
『ヌードの夜/愛は惜しみなく奪う』（ヌードのよる あいはおしみなくうばう）は、2010年公開の日本映画。1993年の映画『ヌードの夜』の続編。2010年キネマ旬報ベスト・テン日本映画第10位、第32回ヨコハマ映画祭ベストテン日本映画第8位。

## 概要
『死んでもいい』『ヌードの夜』『夜がまた来る』の石井隆監督による、ネオ・ノワールである。前作『ヌードの夜』では、長年ゆすられ続けた男を殺してしまった女・名美（余貴美子）と、彼女を助けようと事件に巻き込まれていく紅次郎（竹中直人）とのねじれた純愛を描いた。本作『ヌードの夜／愛は惜しみなく奪う』はその主人公・紅次郎の新しい物語である。主演の竹中直人扮する紅次郎を取り巻く女優たちとしては、大竹しのぶ、井上晴美、東風万智子など。宍戸錠も出演している。本作のミューズに石井監督が選んだのは、グラビアアイドルの佐藤寛子で、ヘアヌードを晒した体当たりの演技が話題を呼んだ。また、佐藤寛子は、本作品にて第32回ヨコハマ映画祭最優秀新人賞を受賞した。同賞は同じ石井隆監督『夜がまた来る』にて夏川結衣が受賞している。
キャッチコピーは、女は汚れた自分の人生を、どんな手を使っても“削除”したかった。男はたとえ彼女に殺されても、彼女を救いたかった。

## ストーリー
再開発から見放された東京近郊、私鉄沿線のとある街。その駅前にある古びた雑居ビルに『あゆみ』というバーがある。母・あゆみ（大竹しのぶ）、姉・桃（井上晴美）、そしてまだ少女の面影を残すれん（佐藤寛子）の美人三母娘を目当てにバーは賑わっている。
既に男には何の幻想も抱かなくなっているこの母娘には、それでも大きな夢があった。大金持ちになってボロビルを建て直し、働かずに贅沢を極め、セレブな人生を送ること。日々の売り上げだけでは一生かかっても夢が果たせないと知っている彼女たちは、かつて社会的事件としてニュースやワイドショーを騒がせた方法で一攫千金を狙っている。保険金殺人！ 高齢者を色香で惑わせて内縁関係になり、保険をかけて時期を待ち、殺す。それを自殺に見せかけるために遺体を富士山麓の自殺の名所、青木ヶ原の奥地に運んで、そこで骨になるまで放置する。
彼女たちは遺体を放置して骨にすることを、ワインの熟成に喩えて“熟成させる”と呼び、熟成させるための青木ヶ原の奥地を、キリスト教会前の広場を意味する“ドゥオーモ”と呼んでいる。末娘のれんは、積極的にこの犯罪に加担しているわけでもない。
彼女には母と離婚した後も付きまとう実の父親、山神（宍戸錠）とのもっと切実な秘密があり、その秘密を“削除”するために、機会を狙っているふしがあった。
そして今夜、新たな犠牲者が出た。
桃がいつか自殺に見せかけ殺す餌食として、約1年間にわたり内縁関係を持っていた老人が、母・あゆみの迂闊な言葉から、自分に1億の保険金がかけられていることに気づいたのだ。老人は激しい勢いで桃を問い詰め、その果てにはれんにまで暴力を働く。その騒ぎで頭に血がのぼった桃は、つい台所の包丁を持ち出し、老人を刺し殺してしまう。どう細工しても自殺には見えない老人の死体。母娘3人は、もはや“使い物にならない”老人の死体を仕方なくバラバラに解体して森のなかに捨てることに。しかし、3人はそのバラバラにした死体を入れた寸胴に、老人が嵌めていた超高級腕時計ロレックスが混ざり込んだことに気付かなかった。解体の途中でれんを探しに現れた山神との騒動で極度の緊張から注意散漫になったれんのミスだった。
死体は既にバラまかれたあと。見つけようにも、砂浜で針を捜すようなもの。百万円もするロレックスが勿体ない、誰かに拾われでもしたら製造番号からアシがつくかも知れない。れんは自分のミスをなんとかしようと、必死で桃に謝りながら、ある光景を思い出す。最寄りの駅からバー『あゆみ』への道すがら、電柱や壁に貼り付けられている汚れた手書きのチラシの文字を。
れんは少女のような装いで、紅次郎の事務所を訪ねる。儚げな黒髪の少女れんにほだされて、れんと一緒に紅次郎のロレックス捜しが始まった。それはまさに、“性善説男・紅次郎”がグロテスクな事件に巻き込まれて行く序章だったのだ。広い樹海の中で、小さなロレックスが見つかるわけがない。しかし目には見えない因縁に導かれたかのように、次郎は偶然にもそのロレックスを見つけることに成功する。どす黒く得体のしれない肉塊のようなものがこびりついたロレックスを……。
不審に思った次郎は、つい最近、自分を窃盗犯と間違え拘束してしまったことに罪悪感を抱いている女刑事・ちひろ（東風万智子）に、その調査を依頼する。そして疑惑は最悪の形で実証される。ちひろが知り合いの解剖医に鑑定を頼んだ結果、ロレックスの付着物は人肉とわかったのだ。次郎は一体、何に関わっているのか。このロレックスはどこから拾ってきたというのか。ちひろが次郎の経歴を調べていくと「本名、村木哲郎。会社員・土屋名美が、脅迫を受けていた行方耕三を殺したことに同情し、その遺体遺棄に加担」そんな過去が浮かびあがってくる。ちひろは、次郎に「付着物は鼠の肉だった」と嘘の報告をし、GPS 携帯を使って彼を尾行し始める。その報告に安心した次郎は、れんにロレックスを渡す。母や姉に自慢げに次郎のことを話すれん。しかし、そんなれんの安堵もつかの間、れんを子供の頃から悩ませ続けた実父、山神の存在が、れんをまたもや脅かしはじめる。
れんが抱えるおぞましい闇。父と自分の誰にも言えないおぞましい関係。その父からもう逃れられないと悟ったれんは、その闇をこの世から“削除”するために次郎を利用することを決意する。れんの凶暴性が牙を剥き、次々と起きる殺人事件。次郎を尾行しながら、次第に次郎に惹かれて行く女刑事・ちひろ。れんに騙されていると分かりつつも、どこかでれんを信じ、れんの暴力の前に身を投げ出して、自ら傷つきながらも、れんをおぞましい闇から救い出そうと挺身する次郎。やがて、完全犯罪を目論んで次郎をも殺そうとするれんに深い森の奥の“ドゥオーモ”が騒ぎ出し、やがてれんの上に残酷な奇跡が降り注ぐ。

## 出演
- 紅次郎（村木哲郎）：竹中直人
- 加藤れん（多絵）：佐藤寛子
- 安斎ちひろ：東風万智子
- 田中桃：井上晴美
- 山神直樹：宍戸錠
- 加藤あゆみ：大竹しのぶ
- 飯島大介
- 伊藤洋三郎

## スタッフ
- 監督・脚本：石井隆
- 撮影：柳田裕男、寺田緑郎
- 美術：山崎輝
- 照明：宮尾康史
- 音楽：安川午朗
- 録音：北村峰晴
- 編集：村山勇二
- 助監督：日暮英典

## ビデオグラム
- ヌードの夜/愛は惜しみなく奪う ディレクターズ・カット 完全版（Blu-ray及び、DVD）

2010年10月2日公開バージョンから19分の過激なシーンを追加。R18作品。石井隆監督直筆絵コンテ集と外スリーブが付いた仕様。
- ヌードの夜/愛は惜しみなく奪う 通常版（DVDのみ）

2010年10月2日公開バージョン。R15作品。
- 佐藤寛子　メタモルフォーゼ　映画『ヌードの夜/愛は惜しみなく奪う』より（DVD）

ヒロインを演じた佐藤寛子に完全密着したメイキング

## 関連書籍
- 「ヌードの夜／愛は惜しみなく奪う」　佐藤寛子写真集（角川書店）

映画から選び抜かれたカットから構成した、ヘアヌード写真集
- ヌードの夜／愛は惜しみなく奪う　竹中直人×佐藤寛子（キネ旬ムック）

撮影現場ルポ、評論、監督ロングインタビュー他、計120点以上の場面写真および撮影現場写真、佐藤寛子のヘアヌード袋とじを収める。石井隆私蔵イラスト付き。批評執筆者：山根貞男、北川れい子、樋口尚文、秋本鉄次、増當竜也、高崎俊夫、塩田時敏、黒田邦雄、滝本誠。インタビュー：竹中直人、佐藤寛子、大竹しのぶ、石井隆。